# Hans Olsson (politiker)
Hans Lennart Olsson, född 10 juni 1951 i Högalids församling i Stockholm, är en svensk politiker (socialdemokrat). Han var ordinarie riksdagsledamot 2006–2014, invald för Västra Götalands läns södra valkrets.
I riksdagen var Olsson ledamot i skatteutskottet 2010–2014 (dessförinnan suppleant från 2006). Han var även suppleant i Nordiska rådets svenska delegation.